# Herbert Leinkauf
Herbert Leinkauf (* 18. Juli 1903 in Biskupitz-Borsigwerk; † 14. November 1960 in Hermannsburg) war ein deutscher Politiker.

## Leben
Leinkauf studierte Volkswirtschaftslehre in Breslau und Königsberg. Während seines Studiums wurde er 1923 Mitglied der Burschenschaft Germania Breslau. 1929 beendete er sein Studium mit dem Examen zum Diplom-Volkswirt und arbeitete dann einige Zeit in Betrieben seiner Heimat. Er wurde Bürgermeister von Gottesberg und später von Heydebreck. Zum 1. Dezember 1931 trat er der NSDAP bei (Mitgliedsnummer 788.306). Ab 1943 nahm er aktiv am Zweiten Weltkrieg teil und geriet in amerikanische Kriegsgefangenschaft. Nach dem Krieg gründete er eine Drogerie in Sülze und eine Apotheke in Hermannsburg. Von 1953 bis 1954 und von 1955 bis 1956 war er Landrat des Landkreises Celle. Er war Mitglied der GB/BHE, später der CDU. Von 1952 bis 1960 war er Mitglied des Kreistages und Mitglied des Gemeinderates von Hermannsburg sowie Mitglied des Vorstands der Kreissparkasse Celle.